# Lemonniera filiformis
Lemonniera filiformis är en svampart som beskrevs av R.H. Petersen ex Dyko 1977. Lemonniera filiformis ingår i släktet Lemonniera, ordningen disksvampar, klassen Leotiomycetes, divisionen sporsäcksvampar och riket svampar.   Inga underarter finns listade i Catalogue of Life.